# Maneesh Gobin

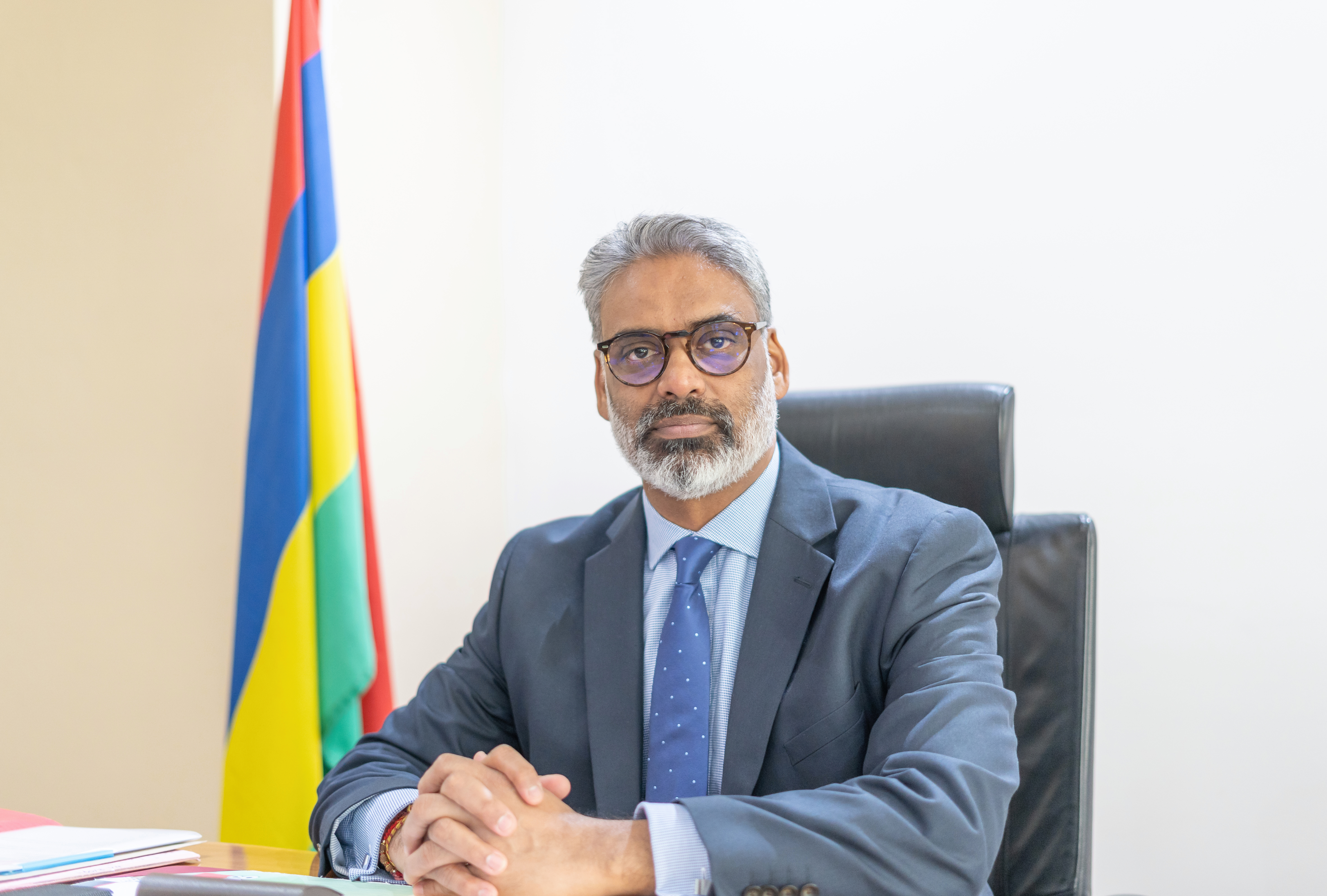
Maneesh Gobin

Maneesh Gobin ist ein Politiker der Militant Socialist Movement (MSM) aus Mauritius, der seit 2017 Generalstaatsanwalt sowie seit 2019 zusätzlich Minister für Agrarindustrie und Ernährungssicherheit ist.

## Leben
Maneesh Gobin absolvierte nach dem Schulbesuch ein Studium der Rechtswissenschaften, das er mit einem Bachelor of Laws (LL.B.) beendete. Nach seiner anwaltlichen Zulassung war er zwischen 1999 und 2008 Staatsrat und Leitender Staatsrat sowie als Bezirksrichter und Leitender Bezirksrichter tätig. Danach nahm er eine Tätigkeit als Rechtsanwalt (Barrister) auf und spezialisierte sich auf Wahlrechtsfragen. Er war Wahlleiter bei nationalen und kommunalen Wahlen in Mauritius, aber auch Wahlbeobachter für die Afrikanische Union. Des Weiteren befasste er sich mit politischen Fragen zur sozialen Gerechtigkeit. Bei den Wahlen vom 11. Dezember 2014 wurde er als Kandidat der Mouvement Socialist Militant (MSM) im Wahlkreis No. 13 Riviere des Anguilles and Souillac erstmals zum Mitglied der Nationalversammlung gewählt. In dieser Wahlperiode war er zwischen dem 26. Februar 2015 und dem 21. September 2017 Vorsitzender des Parlamentarischen Ausschusses, der aufgrund des Korruptionspräventionsgesetzes (ICAC) eingesetzt wurde. Daneben fungierte er vom 25. Januar bis zum 14. September 2017 als Parlamentarischer Hauptgeschäftsführer der Regierungsfraktion (Chief Government Whip) sowie vom 7. März bis zum 14. September 2017 Mitglied des Auswahlausschusses.
Gobin, der vom 11. Januar 2017 bis zum 21. September 2019 Mitglied des Rechnungsprüfungsausschusses war, wurde am 14. September 2017 als Generalstaatsanwalt sowie Minister für Justiz, Menschenrechte und institutionelle Reformen in das Kabinett von Premierminister Pravind Jugnauth berufen und bekleidete diese Ämter bis zum 12. November 2019. Er wurde am 8. November 2019 im Wahlkreis No.7 Piton and Rivière Du Rempart erneut zum Mitglied der Nationalversammlung gewählt. Im Zuge der darauf folgenden Kabinettsumbildung übernahm er am 12. November 2019 in der Regierung von Premierminister Pravind Jugnauth erneut den Posten als Generalstaatsanwalt sowie zudem als Minister für Agrarindustrie und Ernährungssicherheit. Er ist ferner seit dem 2. Dezember 2019 auch Mitglied des Rundfunkausschusses.